# Misja profesora Gąbki
Misja profesora Gąbki – wydana w 1975 roku powieść dla dzieci autorstwa Stanisława Pagaczewskiego, będąca kontynuacją wydarzeń przedstawionych w Porwaniu Baltazara Gąbki (1965). Na podstawie książki powstał 13-odcinkowy serial animowany Wyprawa profesora Gąbki (1978–1980). W książce można dopatrzyć się charakterystycznych dla czasów, w których książka powstawała, wątków dydaktycznych – np. społeczeństwo nieużywające pieniędzy i działające wspólnie dla wspólnego dobra, resocjalizacja przez pracę, negatywne przedstawianie ruchów religijnych itp.
Autor napisał książkę już po nakręceniu serialu animowanego Porwanie Baltazara Gąbki, który przyniósł wielką popularność powieści, na której był oparty – wcześniej mało znanej. W związku z tym Misja profesora Gąbki w niektórych elementach nawiązuje bardziej do serialu, niż do pierwszej części powieści (np. postać Bartoliniego nie jest przedstawiona tak, jak w poprzedniej powieści, ale tak, jak w serialu).

## Fabuła
Akcja rozgrywa się cztery lata po wydarzeniach przedstawionych w Porwaniu Baltazara Gąbki. Gród i księstwo Kraka od pewnego nawiedzane są czasu przez stada mypingów siejących zniszczenie. Smok Wawelski oraz jego przyjaciele: Bartłomiej Bartolini, doktor Koyot, Baltazar Gąbka oraz Marcin Lebioda wyruszają na wyprawę mającą na celu poznanie zwyczajów tych zwierząt i odkrycie przyczyn, z jakich podjęły swoje niszczycielskie wędrówki. Tymczasem z więzienia uciekają Największy Deszczowiec i pan Mżawka, którzy następnie zostają członkami bandy Debiliusza Rudobrodego. Losy wszystkich postaci nieoczekiwanie splatają się w mieście Nasturcja; tam też rodzi się pomysł, jak rozwiązać problem mypingów.